# Tørisblæsning
Tørisblæsning er en rengøringsmetode, der anvendes industrielt eller i forbindelse med fjernelse af graffiti. Metoden bruges også ved rensning af malerier, skulpturer og relieffer, der skal behandles med omhu.
Tørisblæsning har også fundet udbredelse hos offentlige institutioner og i husholdningen. Teknikken foretrækkes af mange, da tøris både er et praktisk og effektivt kemikalie, der ikke beskadiger overflader.

## Princippet i tørisblæsning
Man taler om to trin i brugen af tørisblæsning. De beskriver nogle egenskaber ved selve processen, der gør, at tørisen renser optimalt:
- Termisk chok: da tøris har en temperatur på -78,5 °C, vil fremmedlegemerne ved kontakt med tørispillerne fryses ned, så de lettere kan fjernes.
- Den kinetiske energi: på grund af de termiske love vil tørisen lynhurtigt påvirkes af den varme luft og sublimere. Dette forårsager en udvidelse af størrelsen faktor 500. Udvidelsen vil skabe en betydelig kinetisk energi, der medvirker til at fjerne fremmedlegemerne.

## Problemer med tørisblæsning
Visse problemer knytter sig til brugen af tørisblæsning. Tøris overgår ved sublimation til luftformig kuldioxid, som kan have bedøvende virkning. Et andet risikomoment er tørisens lave temperatur. Brug af tørisblæsning kræver derfor beskyttelse.